# Argiloborus burckhardti
Argiloborus burckhardti is een keversoort uit de familie van de loopkevers (Carabidae). De wetenschappelijke naam van de soort is voor het eerst geldig gepubliceerd in 2003 door Giachino.